# Lista de episódios de Gravity Falls

Imagem promocional com os personagens principais da primeira temporada. Da esquerda para a direita, Soos, Dipper, "tivô" Stan, Mabel e Wendy.

Esta é a lista de episódios de Gravity Falls, uma série animada americana produzida pela Disney entre 2012 e 2016. Criada por Alex Hirsch, a animação gira em torno das várias aventuras dos gêmeos Dipper (voz de Jason Ritter) e Mabel Pines (Kristen Schaal), que foram passar as férias de verão com seu tio-avô (ou "tivô") Stan (interpretado por Hirsch), que dirige uma armadilha turística chamada Cabana do Mistério na cidade de Gravity Falls, Óregon. Eles logo percebem que o lugar contém muitos segredos quando Dipper encontra um diário antigo na floresta, ao mesmo tempo em que os dois se deparam com coisas e criaturas estranhas nos arredores da cidade.
A primeira temporada de Gravity Falls estreou no Disney Channel em 15 de junho de 2012 com o episódio "Tourist Trapped" e terminou no dia 2 de agosto de 2013 com a história "Gideon Rises". A segunda e última temporada foi exibida no Disney XD e começou um ano depois, em 2 de agosto de 2014, com o episódio "Scary-oke" e foi encerrada com a terceira parte do series finale do show, "Weirdmageddon 3: Take Back The Falls", em  15 de fevereiro de 2016. Adicionalmente, foram produzidos uma série de curtas entre as temporadas.
A estreia da série atraiu 3,40 milhões de espectadores, que posteriormente tornou-se no programa mais assistido do Disney XD. Gravity Falls recebeu aclamação da crítica, sendo considerado um programa "inteligente, estranho e um tanto pungente", bem como "um dos shows mais estruturalmente inteligentes já criados". Nenhuma das temporadas foi oficialmente lançada em DVD, apesar da Disney ter publicado dois discos com alguns episódios da primeira temporada neste formato. No entanto, a série está disponível no Disney Plus.

## Resumos

### Temporadas
| Temporada | Temporada     | Episódios | Episódios | Originalmente exibido | Originalmente exibido   | Canal          |
| Temporada | Temporada     | Episódios | Episódios | Estreia da temporada  | Final da temporada      | Canal          |
| --------- | ------------- | --------- | --------- | --------------------- | ----------------------- | -------------- |
|           | 1.ª temporada | 20        | 20        | 15 de junho de 2012   | 2 de agosto de 2013     | Disney Channel |
|           | 2.ª temporada | 20        | 20        | 1 de agosto de 2014   | 15 de fevereiro de 2016 | Disney XD      |

### Curtas
| Título | Título                                          | Episódios | Episódios | Originalmente exibido  | Originalmente exibido  |
| Título | Título                                          | Episódios | Episódios | Estreia da temporada   | Final da temporada     |
| ------ | ----------------------------------------------- | --------- | --------- | ---------------------- | ---------------------- |
|        | Dipper's Guide To Unexplained                   | 6         | 6         | 14 de outubro de 2013  | 18 de outubro de 2013  |
|        | Mabel's Guide to Life                           | 5         | 5         | 3 de fevereiro de 2014 | 7 de fevereiro de 2014 |
|        | Fixin' It with Soos                             | 2         | 2         | 21 de abril de 2014    | 22 de abril de 2014    |
|        | Curtas de TV                                    | 2         | 2         | 23 de abril de 2014    | 24 de abril de 2014    |
|        | Mabel's Scrapbook                               | 2         | 2         | 2 de junho de 2014     | 2 de junho de 2014     |
|        | "Old Man" McGucket's Conspiracy Corner Marathon | 10        | 10        | 19 de abril de 2015    | 19 de abril de 2015    |

## Episódios

### 1.ª temporada (2012–2013)
| N.º na série | N.º na temp. | Título original (Título no Brasil) (Título em Portugal)                                          | Dirigido por              | Escrito por                                                                        | Exibição original       | Cód. de produção | Audiência nos EUA (milhões) |
| ------------ | ------------ | ------------------------------------------------------------------------------------------------ | ------------------------- | ---------------------------------------------------------------------------------- | ----------------------- | ---------------- | --------------------------- |
| 1            | 1            | "Tourist Trapped" "Armadilha para Turistas" (BR) "Armadilha para Turista" (PT)                   | John Aoshima              | Alex Hirsch                                                                        | 15 de junho de 2012     | 105              | 3,40                        |
| 2            | 2            | "The Legend of the Gobblewonker" "A Lenda do Gobblewonker" (BR) "A Lenda do Monstro" (PT)        | John Aoshima              | Michael Rianda e Alex Hirsch                                                       | 29 de junho de 2012     | 101              | 3,14                        |
| 3            | 3            | "Headhunters" "Caçadores de Cabeças" (BR/PT)                                                     | John Aoshima              | Aury Wallington e Alex Hirsch                                                      | 30 de junho de 2012     | 102              | 2,71                        |
| 4            | 4            | "The Hand That Rocks the Mabel" "A Mão que Balança a Mabel" (BR) "A Mão que Embala a Mabel" (PT) | John Aoshima              | Zach Paez e Alex Hirsch                                                            | 6 de julho de 2012      | 104              | 2,95                        |
| 5            | 5            | "The Inconveniencing" "A Inconveniência" (BR/PT)                                                 | Aaron Springer e Joe Pitt | Michael Rianda e Alex Hirsch                                                       | 13 de julho de 2012     | 103              | 3,55                        |
| 6            | 6            | "Dipper vs. Manliness" "Dipper vs Masculinidade" (BR) "Dipper Contra a Masculinidade" (PT)       | Aaron Springer e Joe Pitt | Tim McKeon                                                                         | 20 de julho de 2012     | 106              | 3,14                        |
| 7            | 7            | "Double Dipper" "Dipper em Dobro" (BR) "Dipper a Dobrar" (PT)                                    | Aaron Springer e Joe Pitt | História por : Mitch Larson Roteiro por : Michael Rianda, Tim McKeon e Alex Hirsch | 10 de agosto de 2012    | 109              | 4,18                        |
| 8            | 8            | "Irrational Treasure" "Tesouro Irracional" (BR/PT)                                               | John Aoshima              | História por : David Slack Roteiro por : Tim McKeon e Alex Hirsch                  | 17 de agosto de 2012    | 108              | 3,87                        |
| 9            | 9            | "The Time Traveler's Pig" "O Porco e o Viajante do Tempo" (BR) "O Porco Viajante no Tempo" (PT)  | Aaron Springer e Joe Pitt | Aury Wallington e Alex Hirsch                                                      | 24 de agosto de 2012    | 107              | 4,14                        |
| 10           | 10           | "Fight Fighters" "Lutem, Lutadores" (BR/PT)                                                      | John Aoshima              | Zach Paez e Alex Hirsch                                                            | 14 de setembro de 2012  | 110              | 2,94                        |
| 11           | 11           | "Little Dipper" "Dipper Pequeno" (BR) "Pequeno Dipper" (PT)                                      | Aaron Springer e Joe Pitt | Tim McKeon, Zach Paez e Alex Hirsch                                                | 28 de setembro de 2012  | 111              | 2,60                        |
| 12           | 12           | "Summerween" "Summerween" (BR) "Verão das Bruxas" (PT)                                           | John Aoshima              | Zach Paez, Alex Hirsch e Michael Rianda                                            | 5 de outubro de 2012    | 112              | 3,48                        |
| 13           | 13           | "Boss Mabel" "Chefe Mabel" (BR) "A Chefe Mabel" (PT)                                             | John Aoshima              | História por : Tommy Reahard Roteiro por : Tim McKeon e Alex Hirsch                | 15 de fevereiro de 2013 | 114              | 3,45                        |
| 14           | 14           | "Bottomless Pit!" "O Poço Sem Fim" (BR) "Buraco Sem Fundo" (PT)                                  | Aaron Springer e Joe Pitt | Alex Hirsch e Michael Rianda                                                       | 1 de março de 2013      | 115              | 3,10                        |
| 15           | 15           | "The Deep End" "Ao Fundo da Piscina" (BR) "As Profundezas" (PT)                                  | Aaron Springer e Joe Pitt | Nancy Cohen                                                                        | 15 de março de 2013     | 113              | 4,50                        |
| 16           | 16           | "Carpet Diem" "O Tapete Elétrico" (BR) "Carpete Diem" (PT)                                       | Joe Pitt                  | Tim McKeon, Zach Paez e Alex Hirsch                                                | 5 de abril de 2013      | 117              | 3,36                        |
| 17           | 17           | "Boyz Crazy" "Meninos Loucos" (BR) "Louca pelos Rapazes" (PT)                                    | John Aoshima              | Matt Chapman e Alex Hirsch                                                         | 19 de abril de 2013     | 116              | 3,16                        |
| 18           | 18           | "Land Before Swine" "A Terra Diante dos Porcos" (BR) "Em Busca do Vale dos Porcos" (PT)          | John Aoshima              | Tim McKeon e Alex Hirsch                                                           | 28 de junho de 2013     | 118              | 3,50                        |
| 19           | 19           | "Dreamscaperers" "Tire o Monstro dos Sonhos" (BR) "Apanhadores de Sonhos" (PT)                   | Joe Pitt e John Aoshima   | Tim McKeon, Matt Chapman e Alex Hirsch                                             | 12 de julho de 2013     | 119              | 2,70                        |
| 20           | 20           | "Gideon Rises" "Gideão Assume" (BR) "A Ascensão de Gideon" (PT)                                  | John Aoshima e Joe Pitt   | Matt Chapman, Alex Hirsch e Michael Rianda                                         | 2 de agosto de 2013     | 120              | 3,18                        |

### 2.ª temporada (2014–2016)
| N.º na série | N.º na temp. | Título original (Título no Brasil) (Título em Portugal)                                                                                 | Dirigido por          | Escrito por                                                           | Exibição original       | Cód. de produção | Audiência nos EUA (milhões) |
| ------------ | ------------ | --- | --------------------- | --------------------------------------------------------------------- | ----------------------- | ---------------- | --------------------------- |
| 21           | 2            | "Scary-oke" "Espanto-Oke" (BR) "Atemori-oke" (PT)                                                                                       | Rob Renzetti          | Jeff Rowe, Matt Chapman e Alex Hirsch                                 | 1 de agosto de 2014     | 203              | 2,37                        |
| 22           | 2            | "Into the Bunker" "Entrando no Depósito" (BR) "Para o Abrigo" (PT)                                                                      | Joe Pitt              | Matt Chapman e Alex Hirsch                                            | 4 de agosto de 2014     | 201              | 0,94                        |
| 23           | 3            | "The Golf War" "A Guerra do Golf" (BR/PT)                                                                                               | Matt Braly            | Jeff Rowe e Alex Hirsch                                               | 11 de agosto de 2014    | 202              | 1,27                        |
| 24           | 4            | "Sock Opera" "Meia-Ópera" (BR) "Meio-novela" (PT)                                                                                       | Matt Braly e Joe Pitt | Shion Takeuchi e Alex Hirsch                                          | 8 de setembro de 2014   | 205              | 0,87                        |
| 25           | 5            | "Soos and the Real Girl" "Soos e o Verdadeiro Amor" (BR) "Soos e a Rapariga Real" (PT)                                                  | Matt Braly            | Mark Rizzo e Alex Hirsch                                              | 22 de setembro de 2014  | 204              | 0,84                        |
| 26           | 6            | "Little Gift Shop of Horrors" "Pequena Lojinha de Presentes" (BR) "A Pequena Loja dos Horrores" (PT)                                    | Stephen Sandoval      | Shion Takeuchi, Matt Chapman e Alex Hirsch                            | 4 de outubro de 2014    | 206              | 2,31                        |
| 27           | 7            | "Society of the Blind Eye" "A Sociedade do Olho Cego" (BR/PT)                                                                           | Sunil Hall            | Matt Chapman e Alex Hirsch                                            | 27 de outubro de 2014   | 207              | 1,07                        |
| 28           | 8            | "Blendin's Game" "O Jogo de Blendin" (BR/PT)                                                                                            | Matt Braly            | Jeff Rowe e Alex Hirsch                                               | 10 de novembro de 2014  | 208              | 0,78                        |
| 29           | 9            | "The Love God" "O Anjo do Amor" (BR) "O Deus do Amor" (PT)                                                                              | Sunil Hall            | Josh Weinstei e Alex Hirsch                                           | 26 de novembro de 2014  | 209              | 0,82                        |
| 30           | 10           | "Northwest Mansion Mystery" "O Mistério do Solar Northwest" (BR) "O Mistério da Mansão Noroeste" (PT)                                   | Matt Braly            | Mark Rizzo, Jeff Rowe e Alex Hirsch                                   | 16 de fevereiro de 2015 | 211              | 1,17                        |
| 31           | 11           | "Not What He Seems" "Nem Tudo é o Que Parece" (BR) "Ele Não é o Que Parece" (PT)                                                        | Stephen Sandoval      | Shion Takeuchi, Josh Weinstein, Jeff Rowe, Matt Chapman e Alex Hirsch | 9 de março de 2015      | 210              | 1,58                        |
| 32           | 12           | "A Tale of Two Stans" "Um Conto de Dois Stans" (BR) "A História dos Dois Stans" (PT)                                                    | Sunil Hall            | Josh Weinstein, Matt Chapman e Alex Hirsch                            | 13 de julho de 2015     | 214              | 1,91                        |
| 33           | 13           | "Dungeons, Dungeons & More Dungeons" "Masmorras, Masmorras e Mais Masmorras" (BR) "Masmorras, Masmorras e Masmorras" (PT)               | Stephen Sandoval      | Matt Chapman, Josh Weinstein e Alex Hirsch                            | 3 de agosto de 2015     | 212              | 1,22                        |
| 34           | 14           | "The Stanchurian Candidate" "Stan para Prefeito" (BR) "O Candidato da Meia-Verdade" (PT)                                                | Matt Braly            | Jeff Rowe, Josh Weinstein e Alex Hirsch                               | 24 de agosto de 2015    | 213              | 1,16                        |
| 35           | 15           | "The Last Mabelcorn" "Mabel e o Último Unicórnio" (BR) "O Último Mabelcórnio" (PT)                                                      | Matt Braly            | Alex Hirsch                                                           | 7 de setembro de 2015   | 217              | 0,84                        |
| 36           | 16           | "Roadside Attraction" "Atrações de Estrada" (BR) "Atrações em Viagem" (PT)                                                              | Sunil Hall            | Jeff Rowe, Josh Weinstein e Alex Hirsch                               | 21 de setembro de 2015  | 215              | 0,91                        |
| 37           | 17           | "Dipper and Mabel vs. the Future" "Dipper e Mabel Vs. O Futuro" (BR) "Dipper e Mabel Contra o Futuro" (PT)                              | Stephen Sandoval      | Matt Chapman, Josh Weinstein e Alex Hirsch                            | 12 de outubro de 2015   | 216              | 0,94                        |
| 38           | 18           | "Weirdmageddon Part 1" "Estranhagedon Parte 1" (BR) "Estranhagedão Parte 1" (PT)                                                        | Sunil Hall            | Josh Weinstein e Alex Hirsch                                          | 26 de outubro de 2015   | 218              | 1,41                        |
| 39           | 19           | "Weirdmageddon 2: Escape from Reality" "Estranhagedon 2: Fuga da Realidade" (BR) "Estranhagedão 2: Fuga da Realidade" (PT)              | Matt Braly            | Jeff Rowe e Alex Hirsch                                               | 23 de novembro de 2015  | 219              | 1,67                        |
| 40           | 20           | "Weirdmageddon 3: Take Back The Falls" "Estranhagedon 3: Recuperando Gravity Falls" (BR) "Estranhagedão 3: Resgatar Gravity Falls" (PT) | Stephen Sandoval      | Shion Takeuchi, Mark Rizzo, Jeff Rowe, Josh Weinstein e Alex Hirsch   | 15 de fevereiro de 2016 | 220              | 2,47                        |

### Especial
| Título | Exibição original      |
| --- | ---------------------- |
| "Gravity Falls: Between the Pines"                                                                                               | 8 de fevereiro de 2016 |
| Especial de 30 minutos apresentado pelo Bebê do Tempo com informações exclusivas e comentários do criador da série, Alex Hirsch. |                        |

## Curtas

### Dipper's Guide To Unexplained(2013)
| N.º na série | N.º na temp. | Título original (Título no Brasil) (Título em Portugal)             | Exibição original     | Cód. de produção |
| ------------ | ------------ | ------------------------------------------------------------------- | --------------------- | ---------------- |
| 1            | 1            | "Candy Monster" "O Monstro dos Doces" (BR/PT)                       | 14 de outubro de 2013 | 004              |
| 2            | 2            | "Stan's Tattoo" "A Tatuagem do Stan" (BR) "A Tatuagem de Stan" (PT) | 14 de outubro de 2013 | 001              |
| 3            | 3            | "The Mailbox" "A Caixa de Correio" (BR/PT)                          | 15 de outubro de 2013 | 002              |
| 4            | 4            | "Lefty" "Esquerdinha" (BR) "O Esquerdinho" (PT)                     | 16 de outubro de 2013 | 006              |
| 5            | 5            | "The Tooth" "O Dente" (BR/PT)                                       | 17 de outubro de 2013 | 005              |
| 6            | 6            | "The Hide Behind" "O Esconde Atrás" (BR) "Ocultar Por trás" (PT)    | 18 de outubro de 2013 | 003              |

### Mabel's Guide to Life(2014)
| N.º na série                                                                                                 | N.º na temp. | Título original             | Exibição original      | Cód. de produção |
| --- | ------------ | --------------------------- | ---------------------- | ---------------- |
| 7 | 1            | "Mabel's Guide to Dating"   | 3 de fevereiro de 2014 | 008              |
| Mabel faz um teste de nove mil perguntas sobre namoro com Dipper, Soos e tivô Stan.                          |              |                             |                        |                  |
| 8 | 2            | "Mabel's Guide to Stickers" | 4 de fevereiro de 2014 | 010              |
| Mabel dá a sua perspectiva sobre a história dos adesivos.                                                    |              |                             |                        |                  |
| 9 | 3            | "Mabel's Guide to Fashion"  | 5 de fevereiro de 2014 | 009              |
| Mabel fala sobre como ela é boa em moda, e depois mostra algumas reformas em Soos, Stan e Velho McGucket.    |              |                             |                        |                  |
| 10 | 4            | "Mabel's Guide to Color"    | 6 de fevereiro de 2014 | 011              |
| Mabel descobre que tivô Stan nunca viu um arco-íris e declara uma "emergência da cor".                       |              |                             |                        |                  |
| 11 | 5            | "Mabel's Guide to Art"      | 7 de fevereiro de 2014 | 007              |
| O dom da arte de Mabel levou-a a criar de seu próprio negócio de arte: o "Gato-catura" e "Humanogatocatura". |              |                             |                        |                  |

### Fixin' It with Soos(2014)
| N.º na série | N.º na temp. | Título original | Exibição original   | Cód. de produção |
| --- | ------------ | --------------- | ------------------- | ---------------- |
| 12 | 1            | "Golf Cart"     | 21 de abril de 2014 | 015              |
| Soos ajuda Wendy e Dipper a consertar o carrinho de golfe e depois fazem um salto que faz com que o carrinho seja atirado até o telhado da cabana. |              |                 |                     |                  |
| 13 | 2            | "Cuckoo Clock"  | 22 de abril de 2014 | 014              |
| Stan fica irritado com o relógio de cuco e o quebra. Então Soos decida consertar e decorá-lo juntamente com Mabel.                                 |              |                 |                     |                  |

### Curtas de TV (2014)
| N.º na série | N.º na temp. | Título original | Exibição original   | Cód. de produção |
| --- | ------------ | --------------- | ------------------- | ---------------- |
| 14 | 1            | "TV Shorts 1"   | 23 de abril de 2014 | 016              |
| O episódio começa com Mabel ligando a TV. Então ela vê os seguintes curtas: "Comercial da Cabana do Mistério", "Soos diz algumas palavras" e "O xelindró de Gideãozinho". |              |                 |                     |                  |
| 15 | 2            | "TV Shorts 2"   | 24 de abril de 2014 | 017              |
| O episódio começa com tivô Stan ligando a TV. Em seguida, os seguintes curtas aparecem: "Por que está tão Lelé da Cuca?", "Papo Jovem" e "Patotive".                      |              |                 |                     |                  |

### Mabel's Scrapbook(2014)
| N.º na série | N.º na temp. | Título original | Exibição original  | Cód. de produção |
| --- | ------------ | --------------- | ------------------ | ---------------- |
| 16 | 1            | "Heist Movie"   | 2 de junho de 2014 | 013              |
| Mabel conta a história de como ela, Stan, Dipper e Soos entraram sorrateiramente na sala de cinema para ver o filme "O Roubo do Pônei". |              |                 |                    |                  |
| 17 | 2            | "Petting Zoo"   | 2 de junho de 2014 | 012              |
| Mabel conta a história de como eles visitaram o zoológico onde eles salvaram uma vaca mutante de ser transformada num hambúrguer.       |              |                 |                    |                  |

### "Old Man" McGucket's Conspiracy Corner Marathon(2015)
Uma maratona da segunda temporada, intitulada "Old Man" McGucket's Conspiracy Corner Marathon, foi exibida em 19 de abril de 2015, sendo protagonizada pelo "Velho" McGucket como um fantoche em vez de um personagem animado. Nela foram exibidos dez segmentos de 30 segundos cada escritos e dirigidos por Scott Jones.
| N.º | Título original     | Exibição original   |
| --- | ------------------- | ------------------- |
| 1 | "6-18"              | 19 de abril de 2015 |
| Velho McGucket diz que o número "618" tem assombrado seus sonhos, pois está em toda parte. Perguntando-se o que isso pode significar, ele se convence de que o número é "uma pista de uma criatura de outra dimensão que são apenas desenhos em uma página", mas em seguida chega à conclusão de que está simplesmente sendo paranoico. |                     |                     |
| 2 | "Cryptograms"       | 19 de abril de 2015 |
| Velho McGucket aponta que os criptogramas podem ser encontrados em toda a série. Apesar de poder lê-los, ele não os entende, mesmo tendo usado várias línguas na tentativa de traduzi-los. |                     |                     |
| 3 | "Eyes"              | 19 de abril de 2015 |
| Velho McGucket aponta quantas pessoas em Gravity Falls têm apenas um olho, sugerindo que todas possam estar conectadas. |                     |                     |
| 4 | "Government Agency" | 19 de abril de 2015 |
| Velho McGucket afirma que os agentes do governo estão sempre vigiando a todos, apontando vários lugares da cidade onde os viu, bem como onde eles poderiam ter aparecido e ele não percebeu. |                     |                     |
| 5 | "The Ice Man"       | 19 de abril de 2015 |
| Velho McGucket fala sobre quem o saco de gelo no Zodíaco pode representar, apresentando algumas de suas teorias quanto à resposta. |                     |                     |
| 6 | "Laptop Code"       | 19 de abril de 2015 |
| Velho McGucket discute os números pequenos (M052584) em seu laptop e teoriza o que poderiam significar. |                     |                     |
| 7 | "Medalions"         | 19 de abril de 2015 |
| Velho McGucket aponta as várias medalhas de ouro vistas em Gravity Falls, chegando à conclusão de que existe uma sociedade secreta da qual as pessoas usando-as fazem parte. |                     |                     |
| 8 | "Relation Shipping" | 19 de abril de 2015 |
| Velho McGucket expressa sua falta de interesse em fofocas de relacionamento. |                     |                     |
| 9 | "Stan's Brother"    | 19 de abril de 2015 |
| Velho McGucket acredita que há algo estranho sobre Stan Pines, dizendo que ele conhecia uma pessoa que era "praticamente o irmão gêmeo dele". |                     |                     |
| 10 | "Triangles"         | 19 de abril de 2015 |
| Velho McGucket diz que viu uma janela da Cabana do Mistério com a forma de um triângulo com um globo ocular sobre ele, e tem pensado em triângulos desde então. |                     |                     |